# Homohelea obscuripes
Homohelea obscuripes är en tvåvingeart som först beskrevs av John William Scott Macfie 1934.  Homohelea obscuripes ingår i släktet Homohelea och familjen svidknott. Inga underarter finns listade i Catalogue of Life.